# Tetralaucopora bicolorata
Tetralaucopora bicolorata – gatunek chrząszcza z rodziny kusakowatych i podrodziny Aleocharinae.
Gatunek ten opisany został w 2007 roku przez Volkera Assinga na podstawie okazów z Farsu.
Chrząszcz palearktyczny, endemiczny dla Iranu, wykazany z ostanów Fars, Jazd i Kerman.